# Nesset
Nesset este o comună din provincia Møre og Romsdal, Norvegia.